# Генріх VIII
Генріх VIII або Генрі VIII Тюдор (англ. Henry VIII; 28 червня 1491 — 28 січня 1547) — король Англії з 1509 року, успадкував трон від свого батька Генріха VII, одружився з Катериною Арагонською, вдовою свого брата. За згодою Римської католицької церкви, англійські королі іменувалися також «Повелителями Ірландії», проте в 1541 році, на вимогу відлученого від католицької церкви Генріха VIII, ірландський парламент наділив його титулом «Король Ірландії». Освічений і обдарований, Генріх правив як представник європейського абсолютизму, до кінця царювання жорстко переслідував своїх дійсних і уявних політичних опонентів. У пізні роки страждав від ожиріння і гангрени ноги. За характером - тиран. Розірвав стосунки з Папою Римським (1534 року). Голова Англіканської Церкви.
У період з 1513 по 1529 рік Генріх розвивав зовнішню політику під керівництвом свого лорда-канцлера кардинала Волсі, якого замінив Томас Мор у 1529 році — після того, як Волсі не вдалося домогтися в Папи Римського Климента VII дозволу для Генріха на розлучення. Після 1532 року Генріх розірвав відносини з папством, оголосив себе главою англійської церкви, розпустив монастирі і розлучився з Катериною Арагонською. Пізніше він був одружений з: Анною Болейн (страчена), Джейн Сеймур (померла), Анною Клевською (розлучена), Кетрін Говард (страчена) і Катериною Парр. Трон успадкував його син Едуард VI.
Виступав проти реформації, але пізніше, усвідомивши, що йому потрібен спадкоємець, виступив за реформацію.

## Ранні роки
Генріх народився 28 червня 1491 року в Гринвічі. Він був третьою дитиною Генріха VII та Єлизавети Йоркської.
Його батько Генріх VII готував сина до прийняття духовного сану. За його вихованням стежила його бабуся леді Маргарет Бофор. Вивчив 6 мов: французьку, іспанську, німецьку, італійську та  латину, отримав класичну освіту того часу. Під її керівництвом Генріх відвідував до шести мес на день і писав твори з богословської тематики, та в одній з них він відстоював святість шлюбу.
Після ранньої смерті свого брата, Артура, Генріх виявився головним претендентом на спадщину батька й отримав титул принца Уельського. За наполяганням Генріха VII, який бажав зміцнити союз з Іспанією за допомогою династичного шлюбу, принц Уельський проти своєї волі одружився з Катериною Арагонською, дочкою Ізабелли Кастильської та вдовою свого брата.

## На троні

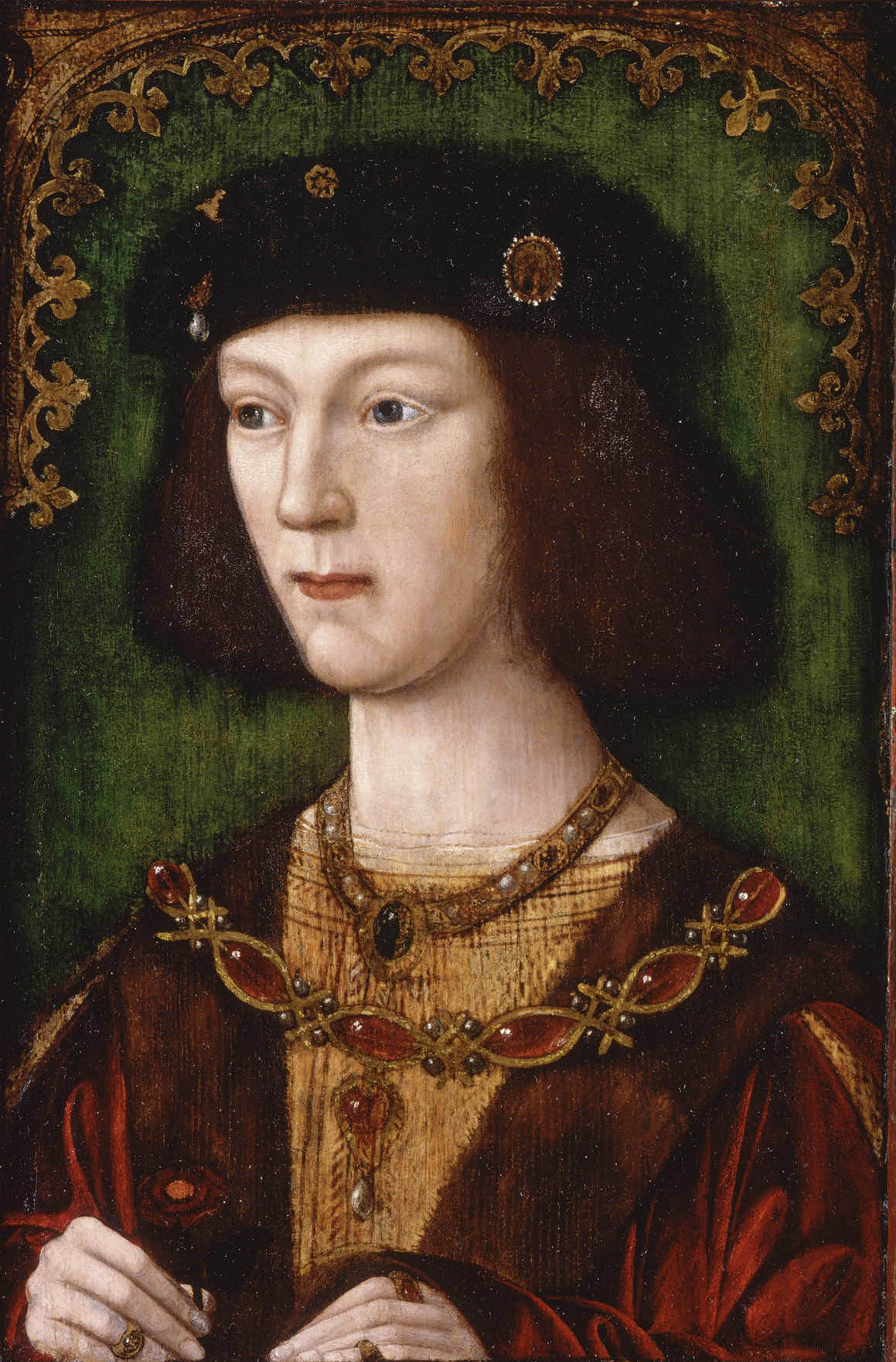
Генріх VIII в молодості, в рік вступу на престол

У 1509 році, після смерті Генріха VII, принц Уельський став королем у віці 17 років. Третього дня по коронації Генріх віддав наказ заарештувати двох найближчих соратників батька: голову палати громад Річмонда Емпсона та голову Королівської Ради Едмунда Дадлі. Вони були звунувачені у спробі повалення королівської влади та страчені.  Упродовж перших двох років його перебування на троні справами держави управляли Річард Фокс (єпископ Вінчестерський) і Вільям Воргем. З 1511 року реальна влада перейшла до кардинала Томаса Волсі. 
У 1512 році Генріх VIII на чолі свого флоту вперше відплив до берегів Франції на флагмані «Мері Роуз», де здобув перемогу в битві поблизу Бреста.
У 1513 році він виступив з міста Кале, готуючись здійснити свій перший сухопутний похід проти французів. Основою цієї армії були лучники (Генріх і сам був відмінним лучником, також він видав указ, відповідно до якого кожен англієць мав щосуботи одну годину присвячувати вправам з луком). Йому вдалось захопити тільки два невеликих містечка. У наступні дванадцять років він воював у Франції зі змінним успіхом. У 1522—1523 роках Генріх наблизився до Парижа. Але до 1525 року військова скарбниця спустіла й він був змушений укласти мир.
Внаслідок політики розграбування дрібних селянських господарств, так званого відгородження, яку провадили великі землевласники, в Англії з'явилась велика кількість жебраків з-поміж колишніх селян. За «законом про жебрацтво» багатьох з них повісили. Деспотизм цього короля, як у державному, так і в особистому житті не знав меж. Доля шести його дружин є яскравим тому прикладом. .
У Вересні 1513 року відбулась битва при Флоддені. Флодден-Філд. Битва при Бренксоні - частина конфлікту між Англією та Шотландією. Генріх 8 був у Франції. Англією правила Катерина Арагонська. 28 річна Катерина Арагонська відіграла значну роль у битві при Флоддені .

## Розрив з папством і церковна реформа
Формальним приводом для розриву відносин з папством стала 1529 року відмова папи Климента VII визнати незаконним шлюб Генріха з Катериною Арагонською й відповідно скасувати його, щоб той зміг одружитись з Анною Болейн. У такій ситуації король вирішив розірвати зв'язок з папством. У 1532 році англійським єпископам було висунуто звинувачення у зраді за раніше «мертвою» статтею — звернення для суду не до короля, а до чужоземного володаря, тобто, папи. Парламент ухвалив рішення, що віднині забороняло звернення до папи у церковних справах. Того самого року Генріх призначив новим Архієпископом Кентерберійським Томаса Кранмера, який узяв на себе зобов'язання звільнити короля від непотрібного шлюбу. У січні 1533 року Генріх самовільно одружився з Анною Болейн, а у травні Томас Кранмер оголосив попередній шлюб короля незаконним і скасованим. Папа римський Климент VII 11 липня 1533 року відлучив короля від церкви.
Наступного 1534 року парламент прийняв «Акт про супрематію», за яким Генріха було проголошено Главою Церкви Англії.
Очоливши релігійну реформацію в країні у 1534 році, будучи проголошеним главою англіканської церкви, у 1536 році та 1539 році провів масштабну секуляризацію монастирських земель. Оскільки монастирі були головними постачальниками технічних культур — зокрема, конопель, украй важливих для парусного мореплавства, — можна було очікувати, що передача їхніх земель у приватні руки негативно позначиться на стані англійського флоту. Щоб цього не сталось, Генріх завчасно (у 1533 році) видав указ, що вимагав від кожного фермера висівати чверть акра конопель на кожні 6 акрів посівних площ. Таким чином монастирі втратили свою головну економічну перевагу, й відчуження їхніх володінь не завдало шкоди економіці.
Першими жертвами церковної реформи стали особи, які відмовились визнати «Акт про верховенство», яких таким чином прирівняли до державних зрадників. Найвідомішими за страчених у цей період стали Джон Фішер (1469—1535; єпископ Рочестерський, в минулому — духівник бабки Генріха Маргарет Бофор) і Томас Мор (1478—1535; відомий письменник-гуманіст, у 1529—1532 роках — лорд-канцлер Англії).
Упродовж 1535—1539 років спеціально створені Генріхом комісії закрили усі монастирі, які діяли в Англії. Їхнє майно було конфісковано, ченців вигнано. У ті самі роки за наказом короля були розкриті, пограбовані та опоганені мощі багатьох святих; найвідомішою «посмертною» жертвою Генріха став святий Томас Бекет, що також принесло прибуток до королівської скарбниці.
У 1540 році, після невдалого четвертого шлюбу короля з протестанткою і страти організатора цього шлюбу Томаса Кромвеля, який форсував церковну реформу, король знову став симпатизувати католицькій доктрині. У 1542 році парламент прийняв «Акт про шість статей». Він проголошував обов'язковість участі месі, причастя мирян під одним виглядом (тільки св. Тілом), сповідь, цнотливість духовенства, додержання чернецьких обітниць. Незгода з цим Актом також прирівнювалась до державної зради.
Після страти п'ятої дружини, ставлениці католицької партії, Генріх знову став схилятись до протестантизму, заборонив низку католицьких обрядів (зокрема, відмовився від щорічного королівського звичаю підповзати на колінах до хреста у Страсну П'ятницю).
Загалом церковні реформи Генріха були непослідовними, а самі переконання Генріха залишились неясними. Тим не менше, в результаті його реформ було створено незалежну від римських пап Церкву Англії.

## Пізні роки
У другу половину своєї влади король Генріх перейшов до найбільш жорстоких і тиранічних форм правління. Збільшилась кількість страчених політичних противників короля. Однією з перших його жертв був Едмунд де ла Поль, герцог Саффолк, страчений ще 1513 року. Останньою зі значних постатей, страчених королем Генріхом, був син герцога Норфолка, видатний англійський поет Генрі Говард, граф Суррей, який загинув у січні 1547 року, за кілька днів до смерті короля. Відповідно до Холіншеда, кількість страчених за правління короля Генріха сягала 72 000 осіб.
Шекспір у своїй п'єсі «Генріх 8» пише про безмежний вплив на нього Томаса Вулзі:
«Лукавий кардинал,
Так укладає всі статті Угоди,
Як хоче сам; а схвалювали їх, -
Лиш зволив мовити: Хай буде так!
Хоч нам вони, як мертвому кадило, -
Але ж бо так пан кардинал звеліли! »
Під час правління короля Генріха 8 проводилася політика роздроблення дрібних селянських господарств. В Англії стало багато жебраків. З числа бідних селян. За «Законом про жебрацтво» багатьох повісили. Від Папи Римського отримав титуд «Захисник віри» .

## Смерть

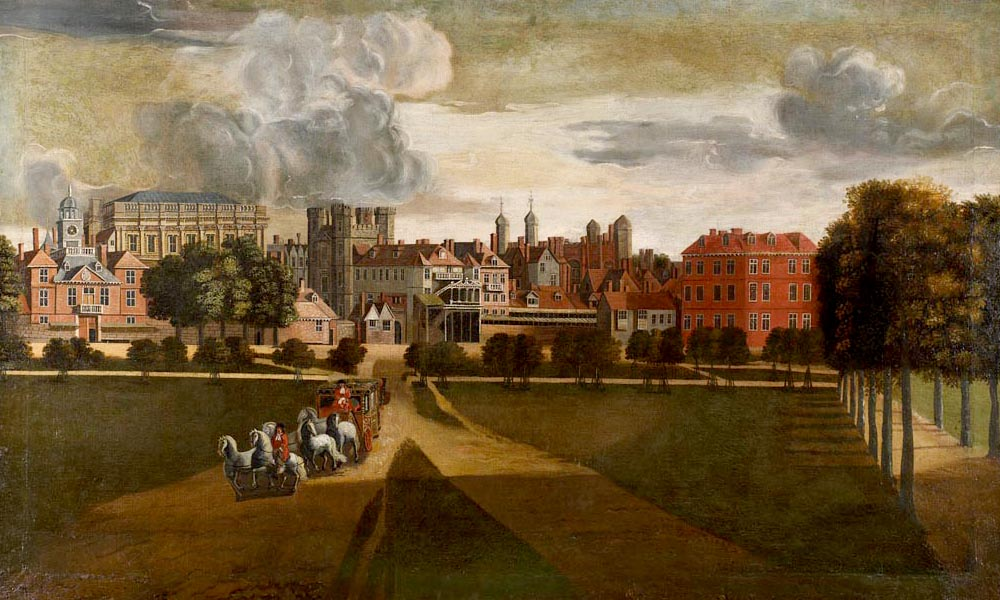
Палац Вайтхолл, в якому помер Король Генріх VIII

В останні роки свого життя Генріх почав страждати на ожиріння (розмір його талії збільшився до 137 см), тому король міг пересуватись тільки за допомогою особливих механізмів. До кінця життя тіло Генріха було вкрито болючими пухлинами. Цілком імовірно, що він хворів на подагру. Ожиріння й інші проблеми зі здоров'ям могли бути наслідком нещасного випадку у 1536 році, коли він пошкодив свою ногу. Через нещасний випадок відкрилась і прогресувала рана ноги, яку він отримав раніше. Рана була проблематичною до такої міри, що лікарі Генріха вважали її складновиліковною, дехто навіть схилявся до того, що короля неможливо було вилікувати взагалі. Рана Генріха мучила його решту життя. За деякий час після отримання травми, рана почала гноїтись, таким чином перешкоджаючи підтриманню Генріхом звичайного рівня його фізичної активності, не даючи йому щоденно робити фізичні вправи, якими він займався раніше. Вважають, що рана отримана ним у результаті нещасного випадку, спричинила переміну в його хиткому характері. У короля почали проявлятись тиранічні риси, й він усе частіше почав страждати від депресії.
Одночасно, Генріх VIII змінив свій стиль харчування, й почав в основному вживати величезну кількість жирного червоного м'яса, скоротивши кількість овочів у своєму раціоні. Вважають, що ці фактори спровокували швидку смерть короля. Смерть застала короля у віці 55 років, 28 січня 1547 року в Палаці Вайтголл (припускалося, що там буде відзначатись 90-й день народження його батька, на якому збирався бути присутнім король). Останніми словами короля були: «Ченці! Ченці! Ченці!».

## Сім'я

### Дружини
1. Катерина Арагонська (16 грудня 1485 — 7 січня 1538) — дочка Фернандо II Арагонського та Ізабелли I Кастильської. Видана за Артура, старшого брата Генріха VIII. Овдовівши (1502), залишилась в Англії, очікуючи на шлюб з Генріхом, який то намічався, то скасовувався. Генріх VIII одружився з Катериною одразу після вступу на престол у 1509 році. Перші роки шлюбу були щасливими, але четверо дітей народились мертвими або померли немовлятами. Єдиною дитиною, яка вижила, була донька Марія (1516—1558). Відмовляла Генріху в незаконному розлученні і до кінця життя називала себе законною королевою. Позбавлена Генріхом майна, соціальних контактів і зіслана в монастир.
2. Анна Болейн (бл. 1507 — 19 травня 1536). Тривалий час відмовлялась стати коханкою законно одруженого короля. Після того, як кардинал Волсі не зміг вирішити питання розлучення Генріха з Катериною Арагонською, винайняла богословів, які довели, що король володар і держави, й церкви, та відповідальний лише перед Богом, а не перед Папою в Римі (це стало початком від'єднання англійської церкви від Рима і створення англіканської церкви). Вступила в шлюб з Генріхом у січні 1533 року, коронована 1 червня 1533 року, у вересні того ж року народила дочку Єлизавету, замість очікуваного сина. Наступні вагітності завершувались численними викиднями, а королева була незалежною в судженнях і намагалась втручатись у керування державою. Фальшиво звинувачена Генріхом у подружній та державній зраді й 19 травня 1536 була страчена відтинанням голови в Тауері.
3. Джейн Сеймур (бл. 1508— 24 жовтня 1537), фрейліна Анни Болейн, з якою Генріх одружився за тиждень після страти попередньої дружини. 12 жовтня народила від Генріха єдиного спадкоємця-сина — Едуарда VI. На честь народження принца було оголошено амністію злодіям, гармати в Тауері дали дві тисячі залпів. Померла 24 жовтня того ж року від пологової гарячки.
4. Анна Клевська (28 червня або 22 вересня 1515— 16 липня 1557). Дочка Іоганна III Клевського, сестра чинного герцога Клевського. Шлюб був одним зі способів скріпити союз Генріха, Франциска I й німецьких протестантських князів. Як обов'язкову умову укладення шлюбу Генріх зажадав побачити портрет нареченої, для чого до Клеве був відряджений Ганс Гольбейн Молодший. Умисно написаний гарнішим на замовлення Томаса Кромвеля (за що він втратив голову), портрет Генріху сподобався, заручились заочно. Але наречена, прибувши до Англії, Генріху категорично не сподобалась. Хоча шлюб і уклали в січні 1540 року, Генріх одразу почав шукати спосіб позбавитись дружини. Вже у червні шлюб розірвано за приводом попередніх заручин Клевської з герцогом Лотарінгським. Крім того, Генріх заявив, що фактично шлюбних відносин між ним та Анною не склалось. Анна Клевська залишилась в Англії як «сестра короля» й пережила як Генріха, так і всіх королев.
5. Катерина Говард (1521—1542). Племінниця впливового герцога Норфолка, двоюрідна сестра Анни Болейн. Генріх одружився з нею в липні 1540 року за пристрасним коханням. Противники герцога Норфолка швидко донесли Генріху, що Катерина мала до шлюбу стосунки з Френсісом Деремом і у шлюбі з Томасом Калпеппером. Чоловіків стратили, після чого 13 лютого 1542 року публічно обезголовлено і королеву.
6. Катерина Парр (бл. 1512—1548). До шлюбу з Генріхом (1543) вже двічі овдовіла. Була переконаною протестанткою й багато зробила для нового повороту Генріха до протестантизму. Після смерті Генріха вступила в шлюб з Томасом Сеймуром, братом Джейн Сеймур.

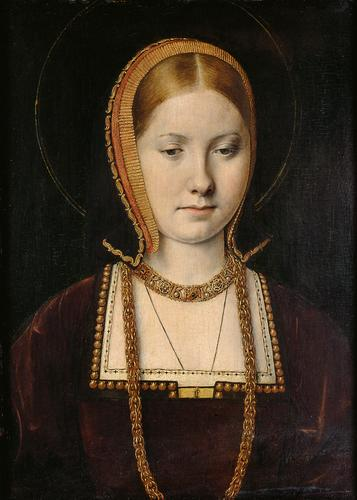
Катерина
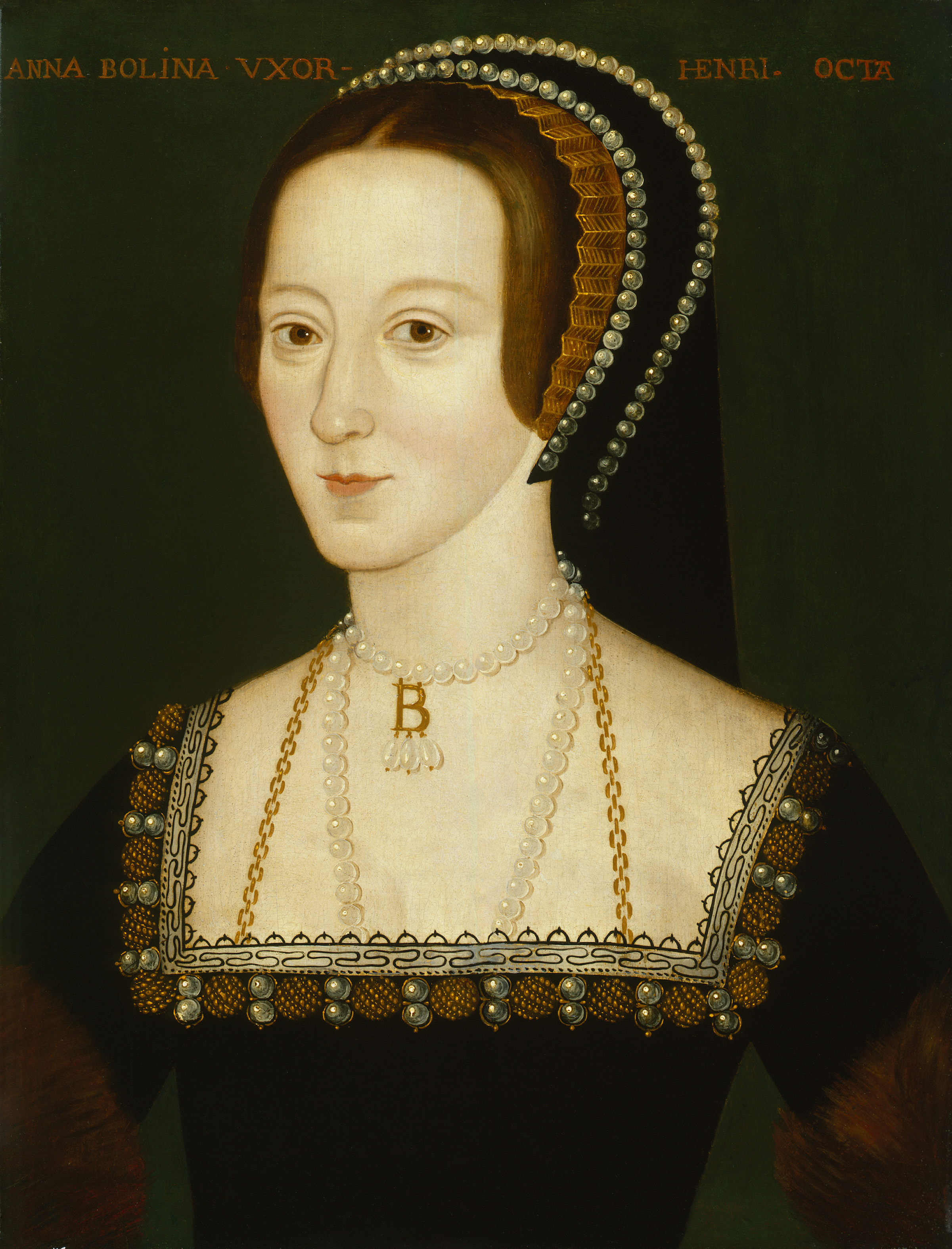
Анна
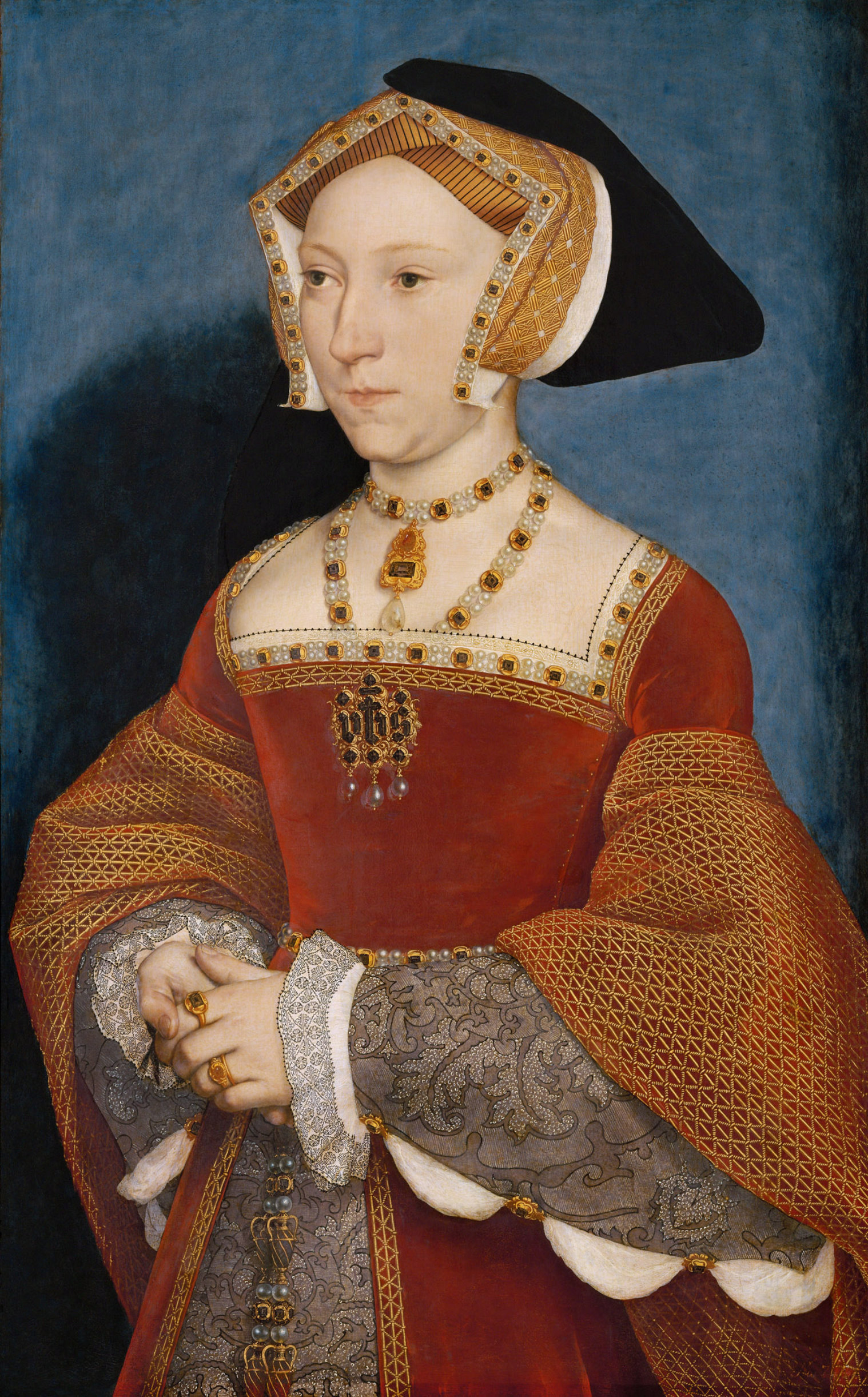
Джейн
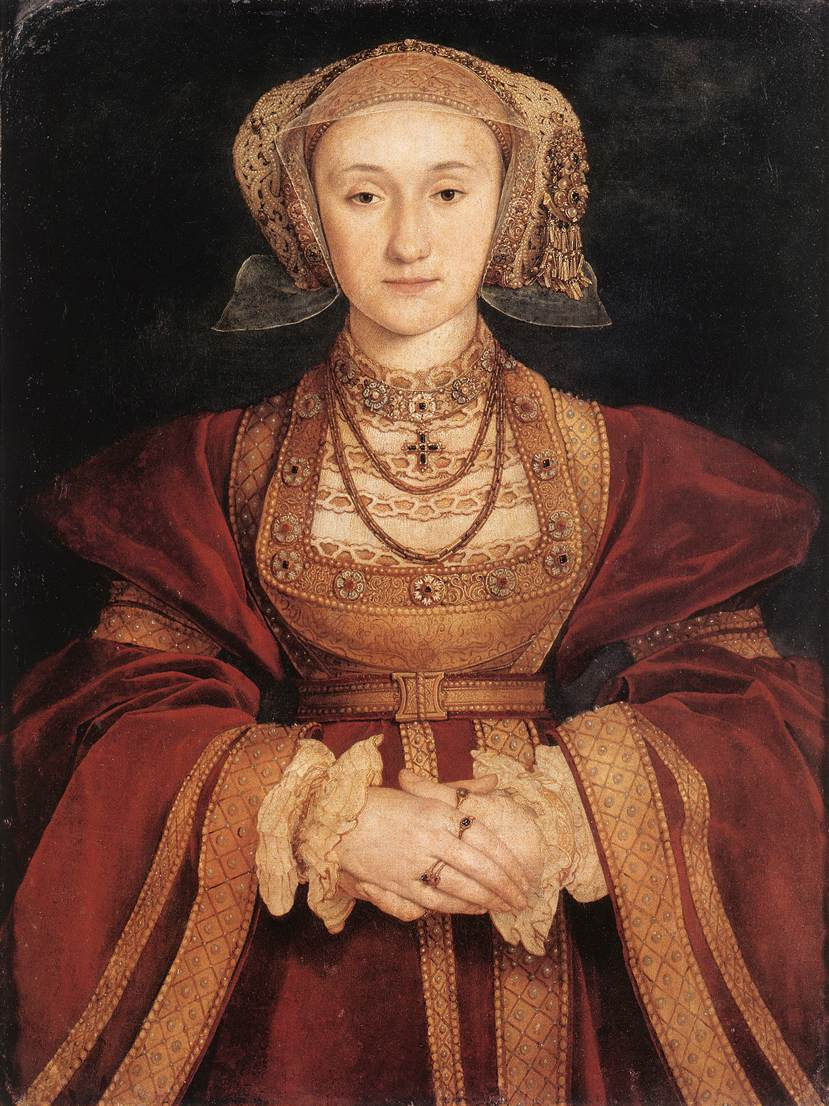
Анна
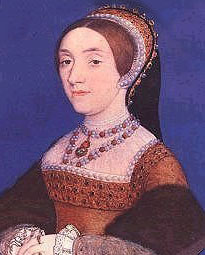
Катерина
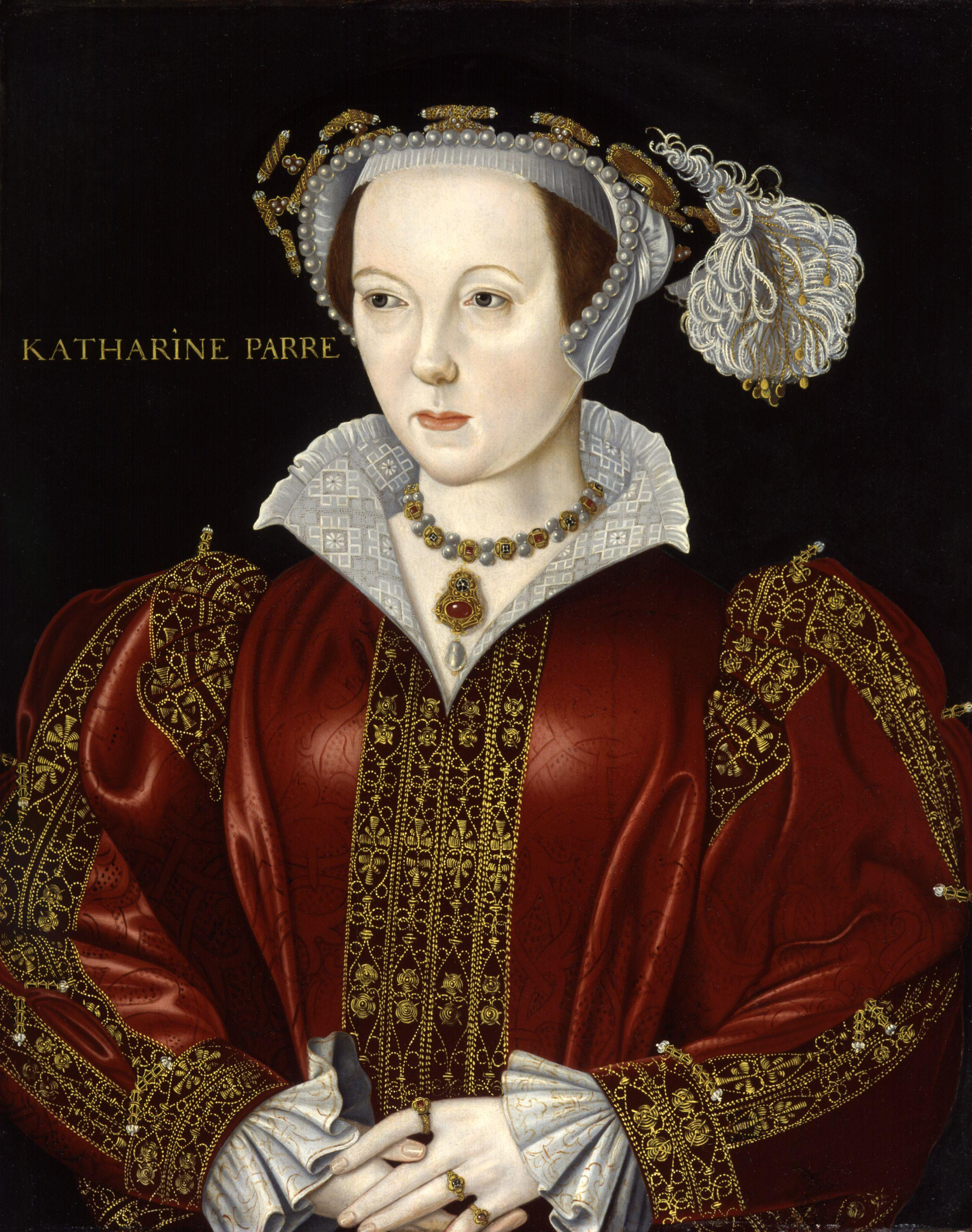
Катерина

### Діти

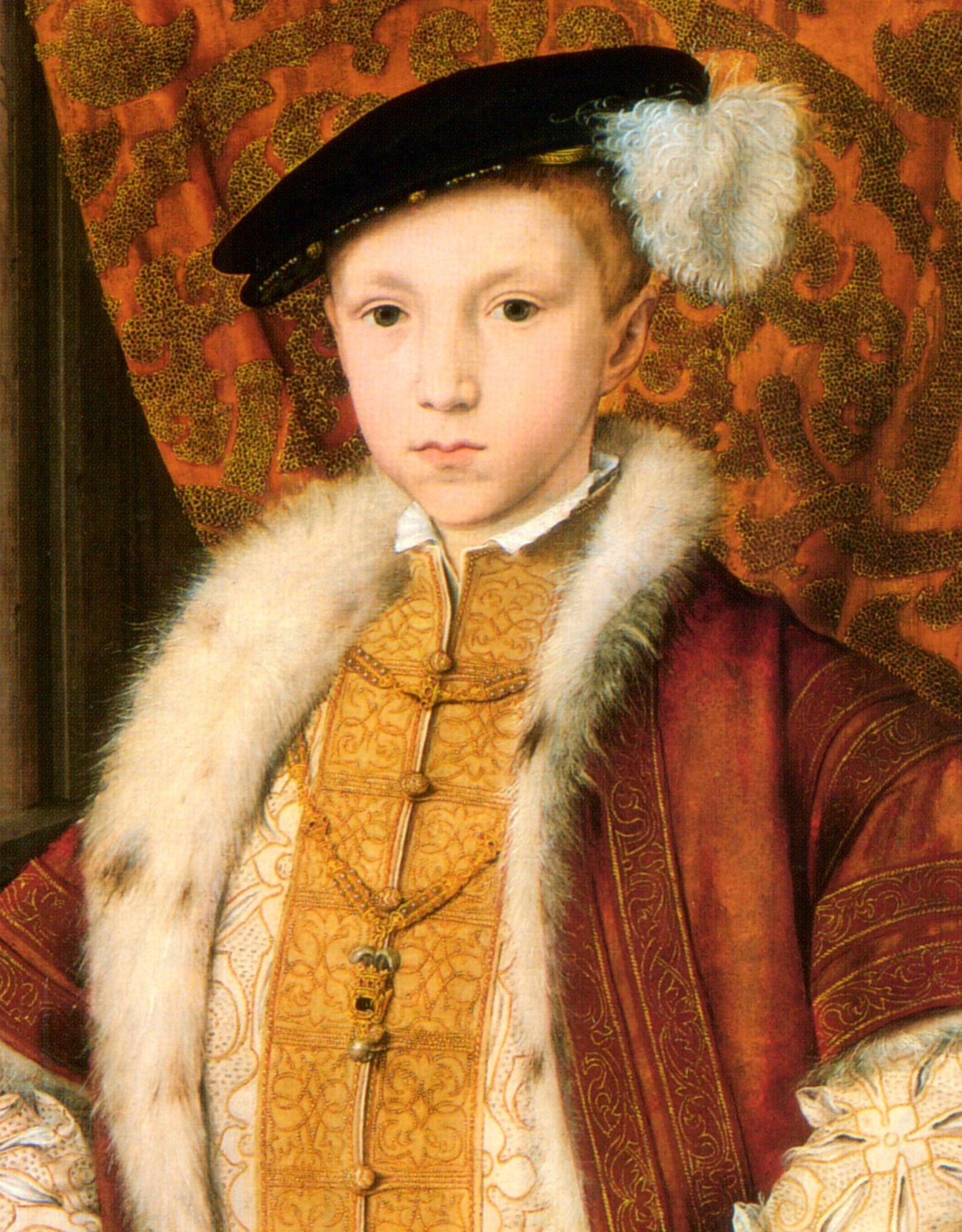
Едуард

- Від Катерини Арагонської:

1. Дочка — 31 січня 1510 року народилася мертвою.
2. Генріх (1 січня — 22 лютого 1511) — помер через 52 дні після народження.
3. Син 17 вересня 1513 року помер одразу після народження.
4. Син в листопаді 1514 року помер одразу після народження.
5. Марія (18 лютого 1516 — 17 листопада 1558) — королева Англії і одночасно королева Ірландії (1553—1558). Фанатична католичка, за знищення понад 300 високопоставлених представників протестантської церкви отримала прізвисько «Кривава Мері».
6. Дочка 10 листопада 1518 року народилася на восьмому місяці вагітності, прожила кілька годин.

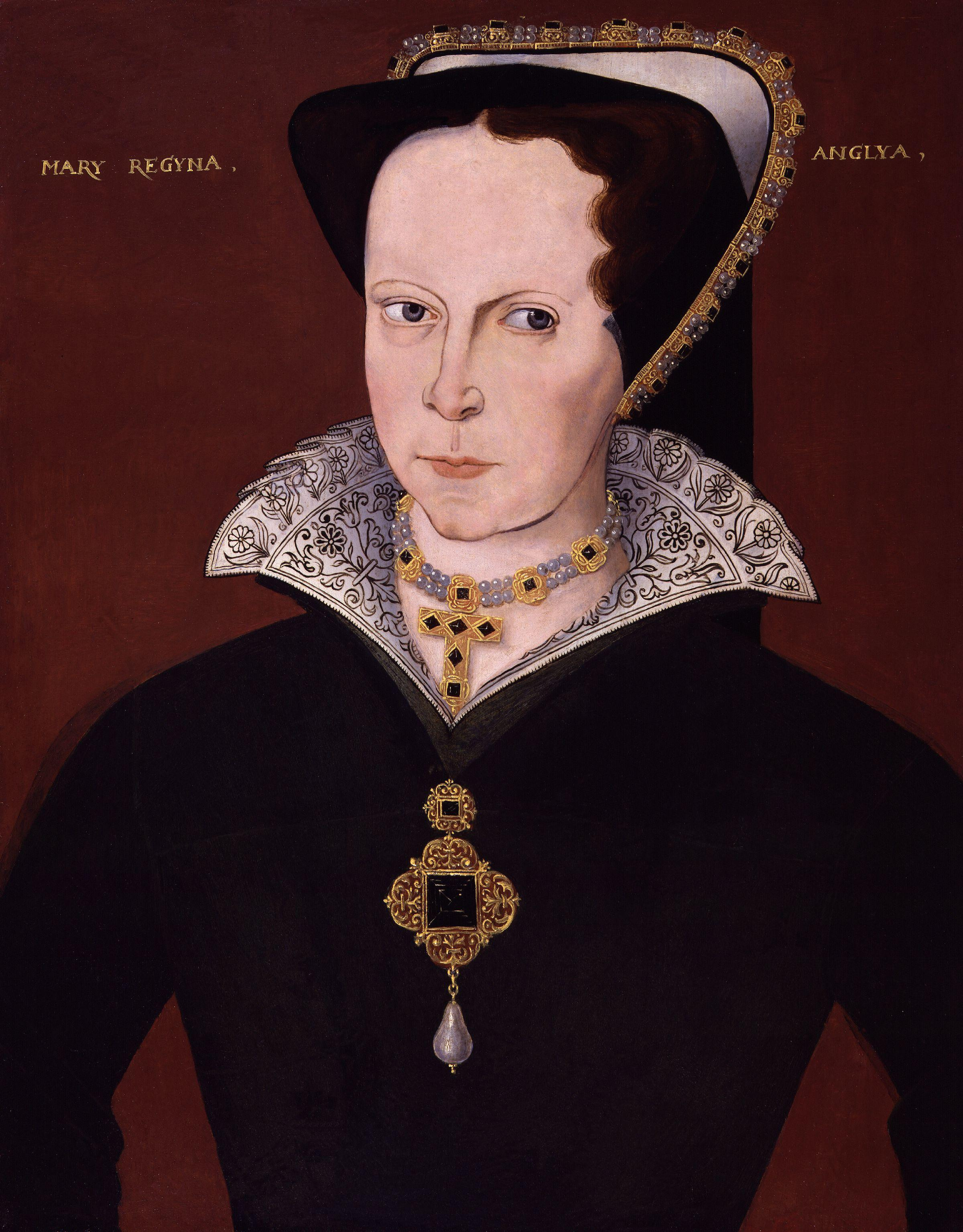
Марія

- Від Анни Болейн:

1. Єлизавета (нар. 7 вересня 1533 — 24 березня 1603) — королева Англії та Ірландії між 1558 та 1603 роками. За час її правління, особливо завдяки перемозі над Іспанською Армадою, Англія перетворилася з другорядної держави на периферії Європи на володарку морських просторів. Вважається національною героїнею Англії.
2. Син (24 грудня 1534) — народився мертвим.
3. Син 1535 року народився мертвим.
4. Викидень 29 січня 1536 року стався на четвертому місяці вагітності.

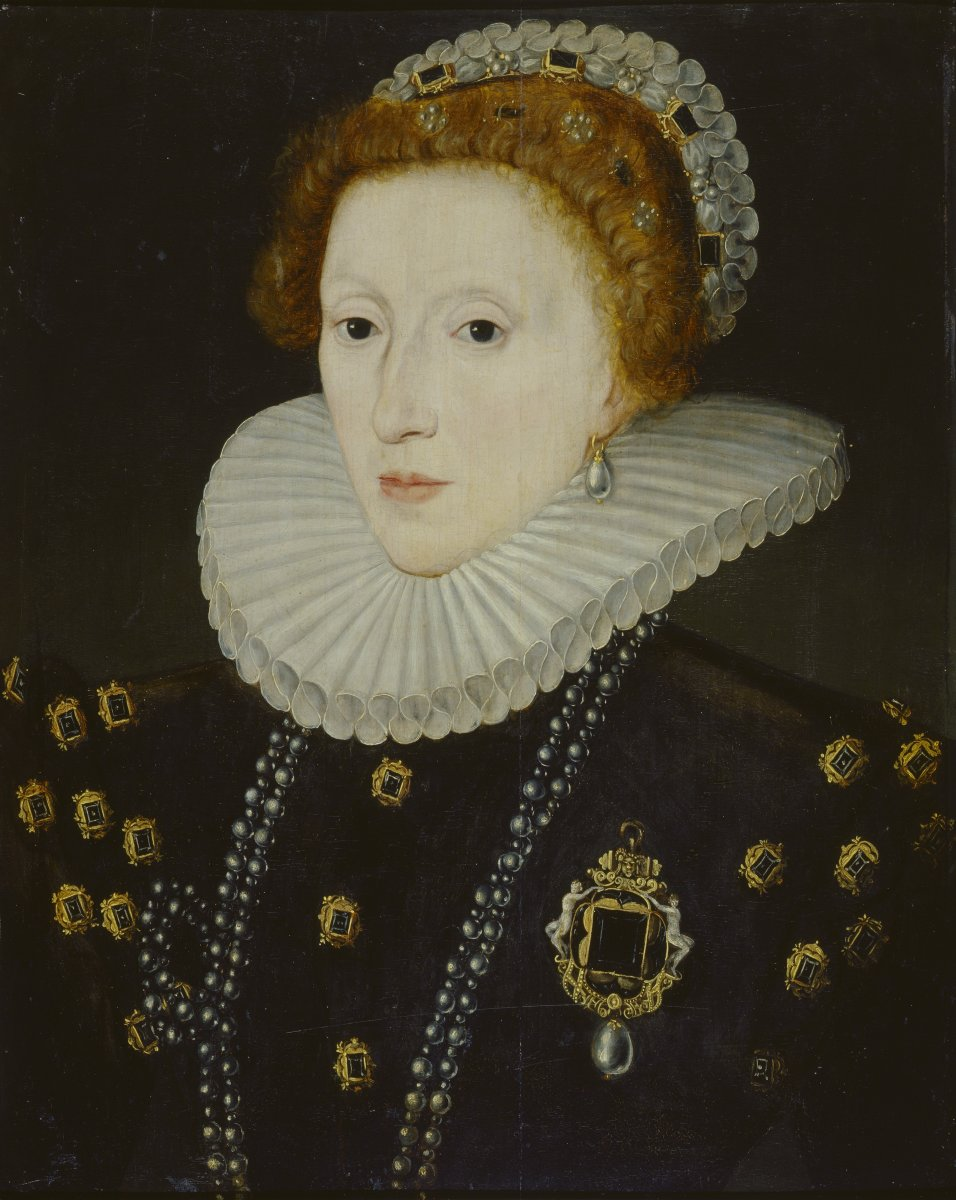
Єлизавета

- Від Джейн Сеймур:

1. Едуард (нар. 12 жовтня 1537 — 6 липня 1553) — король Англії і Ірландії з 1547 року. Правив недовго, бо з дитинства хворів на сухоти, від яких передчасно помер на 15 році життя. Після смерті Едуарда королевою була проголошена Джейн Грей, яка була в цьому статусі 9 днів, але не була коронована. Тому на престол зрештою вступила Марія I Тюдор.

- Едуард

- Від Анни Клевської не було.
- Від Катерини Говард не було.
- Від Катерини Парр не було.

#### Бастарди
- Від Елізабет Блаунт:

1. Генріх (15 червня 1519 — 23 липня 1536) — офіційно визнаний позашлюбний син Генріха VIII. Не зважаючи на своє походження, довгий час вважався можливим спадкоємцем англійського престолу[11].

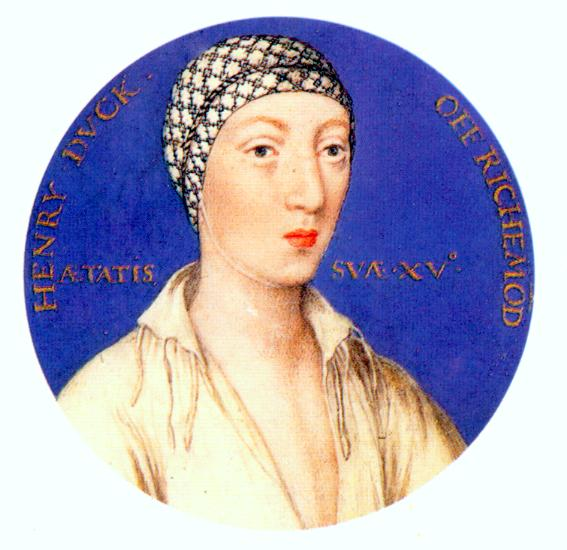
1 Генріх

- Батьківство Генріха щодо наступних бастардів викликає сумнів:

1. Томас Стуклі (1520—1578)
2. Річард Едвардс (1523—1566)
3. Катерина Карі (1524—1569)
4. Генрі Карі (1526—1596)
5. Етельреда Мальте (1527—1559)
6. Джон Перро (1528—1592)

## На монетах
У 2009 році Королівський монетний двір випустив монету номіналом 5 фунтів стерлінгів на честь 500-річчя вступу на престол Генріха VIII.

## У мистецтві

Біло-червона троянда — емблема Тюдорів

### Кінематограф
- «Приватне життя Генріха VIII» (1933).
- «Людина на всі часи» (1966).
- «Анна на тисячу днів» (1969).
- «Генріх VIII та його шість дружин» (1972).
- В 11 серії 15 сезону мультсеріалу «Сімпсони» Мардж розповідає дітям історію Генріха VIII.
- «Генріх VIII» (2003).
- «Сестри Болейн» (2003)
- Життя Генріха VIII, його реформи та події того часу ретельно змальовано у телесеріалі «Тюдори». Прем'єра серіалу відбулась 2007 року; серіал налічує чотири сезони, зйомки завершились у 2010 році. Роль короля виконав ірландський актор Джонатан Ріс-Маєрс.
- «Ще одна з роду Болейн» (2008).
- Firebrand[en] — британська історична драма 2023 року режисера Каріма Айнуза за сценарієм Генрієтти і Джесіки Ешворт, заснована на романі Елізабет Фрімантл «Королівський гамбіт» 2013 року. У фільмі розповідається про Катерину Парр, королеву Англії, дружину та вдову Генріха VIII. У головних ролях: Алісія Вікандер, Джуд Лоу та Едді Марсан.

### Музика
- Альбом «The Six Wives Of Henry VIII» (1973) [[Рік Вейкман|Ріка Вейкмана]
- Опера Каміля Сен-Санса «Генріх VIII»
- Пісня гурту Army of the Pharaohs «Henry The VIII»